# 基隆國中女教師命案
基隆國中女教師命案，是2008年12月8日發生於中華民國基隆市信義區的重大刑案。兇嫌游屹辰、蘇志效、鄭文輝三人闖入基隆市立信義國中教師黃安琳家中，以膠帶綑綁被害人並強盜財物，之後以電源線勒斃被害人。
2012年8月1日，最高法院依強盜殺人罪判處游屹辰、蘇志效死刑，鄭文輝無期徒刑定讞。游、蘇二被告，現羈押於新北市土城看守所，等待正法。2024年，憲法法庭受理由游屹辰、蘇志效等37名死刑犯提出的死刑釋憲案。

## 案發經過
兇嫌游屹辰與被害人曾是租屋鄰居，得知被害人經濟狀況不錯，於是夥同蘇志效、鄭文輝等人於2008年12月8日深夜，前往黃家犯案，游嫌按電鈴騙黃女開門後，三人強行入屋，將她壓制在地，以手摀住她的嘴巴，控制行動後搜刮財物。三人拿出西瓜刀恐嚇被害人不得出聲，硬將她拖進房間，用膠帶綑綁手腳，拿毛巾塞入嘴巴，用衣服、襪子蒙住其雙眼，幾乎把被害人捆成一具木乃伊。
游屹辰擔心被害人認出他，與蘇志效當場決定殺人滅口，先拿出手機電源線，聯手欲勒斃被害人，還叫鄭文輝幫助壓住黃女；黃女先是被勒昏，三人以為她已死，準備離去時，聽到被害人咳嗽聲，嚇一跳立即折回，拿更粗的電腦電源線，硬將被害人勒斃。游屹辰等人隨即將搶來的新臺幣二萬多元現金及金墜子、耳環平分，還拿被害人提款卡盜領四萬多元分贓花用。 

## 逮捕過程
2008年12月18日，經過比對相關監視器和監聽多個來電後，警方先在瑞芳的薑母鴨店裡逮捕了蘇志效，接著在游屹辰家中逮捕游屹辰，湊巧的是，兩人遭逮捕的這天剛好是死者黃安琳的生日，然而兩人遭逮後矢口否認犯行，態度十分囂張並多次對警方說謊，將所有的錯推給尚未被逮捕的鄭文輝以試圖避重就輕。
然而，鄭文輝疑似注意到新聞後，不斷的躲躲藏藏，在工地裡打零工，試圖躲避追捕，但內心依然躲不過良心譴責，時常被黃安琳的鬼魂索命，不得不用酒灌醉自己才有辦法入睡，終於在2009年1月23日在桃園龜山遭到逮捕，根據時任基隆第二分局偵查佐許成遠回憶，鄭文輝被逮時向警方跪下，並感謝他們的到來，警方詢問他為什麼不投案，鄭文輝表示自己很害怕，很對不起黃安琳，鄭文輝坐上警車後在才好不容易睡了一個好覺，並在偵訊時推翻了蘇志效和游屹辰的謊言，並指出游屹辰就是主謀，鄭文輝當時其實有試圖阻止，卻無能為力，也因為游屹辰狡詐，分贓時只拿到幾千元，無法幫助老父親，也斷送自己的未來，時任基隆第二分局偵查佐許成遠當時問鄭文輝為什麼明知會這樣還要殺害女老師，鄭文輝無奈的表示是自己交到壞朋友才會這樣。

## 判決結果
2009年6月26日，基隆地院將游屹辰、蘇志效和鄭文輝起訴，求處死刑並須賠償女老師雙親2516萬元。
2010年11月3日，更一審、更二審依舊維持游屹辰、蘇志效死刑，但考量到鄭文輝因為有重病父親需要照顧而急需用錢，並企圖阻止殺害女老師，改判無期徒刑。
2012年8月1日，更三審，最高法院認為鄭文輝有所悔意，屬於被使喚的角色，維持無期徒刑和褫奪公權終身定讞，游屹辰、蘇志效泯滅人性，依然判處死刑，褫奪公權終身定讞，全案確定。
2024年，憲法法庭受理由游屹辰、蘇志效等37名死刑犯提出的死刑釋憲案。